# 長崎電気軌道600形電車
長崎電気軌道600形電車（ながさきでんききどう600がたでんしゃ）は、長崎電気軌道に在籍する路面電車車両である。
元は熊本市交通局（熊本市電）の車両であり、170形として1953年（昭和28年）に製造された。熊本市電において余剰化したことから1970年（昭和45年）に長崎電気軌道が購入し、同社の600形となった。

## 概要
本形式は、元来は熊本市交通局が「170形」として導入した車両である。メーカーは新木南車輌で、1953年（昭和28年）3月に製造。導入数は2両 (171・172)。1949年（昭和24年）導入の120形から数えて熊本市電では5形式目となるボギー車であり、この増備でボギー車は計20両となった。
熊本市電での運用は10年余りであり、1968年（昭和43年）までに2両とも運用を外れた。熊本市電では他の形式に比して小型車であったが、長崎電気軌道では自社発注車201形・202形などとほぼ同じサイズの車両であることから、同社がワンマン運転拡大と木造車両の置き換えを進めるため購入し、1970年（昭和45年）より「600形」(601・602) として導入した。長崎では自社発注車500形に続く11形式目のボギー車である。
1980年代に進められた冷房化改造の対象から外れており、非冷房車であるため徐々に稼働が減少し、1987年（昭和62年）に2両のうち1両が廃車された。従って2022年（令和4年）4月1日現在で在籍するのは601号の1両に限られる。この車両はイベント車（動態保存車）の1両で、熊本市電時代の塗装が復元されている。

## 構造

### 車体
本形式は半鋼製車体を持つボギー車である。全長は11.0メートル、最大幅は2.277メートル、高さは車体高さ3.17メートル・パンタグラフ折畳み高さ3.83メートル。自重は熊本時代の資料では14.2トン、長崎時代の資料では14.0トン。
車体前面（妻面）は、中央に幅広の大型窓を配する3枚窓のスタイルである。窓の上下にウィンドウシル・ウィンドウヘッダーを設ける（側面も同様）。前面窓は原型では下降窓（落とし窓）であったが、熊本市電在籍中に188・190形に倣った上部固定・下部上昇式の二段窓に改修された。中央の窓は長崎移籍後も一枚窓のままであったが、601号のみ1980年（昭和55年）ごろに二段窓へ改造された。前照灯は窓下中央部に配置し、正面から見て左横に尾灯を配置する。方向幕は中央窓上にあり、601号に限り中央窓改造と同時期に小型化（当時の200形と同寸法）された。
側面の客室扉は左右対称に配置されており、車体の前後に片側1か所ずつ、計4か所に設置されている。長崎電気軌道でのワンマン運転方式では後扉が乗車口、前扉が降車口となる（後乗り前降り）。扉は折り戸で、幅は前後とも86.0センチメートル。ドア間の側面窓は片側8枚ずつの設置で、上段固定・下部上昇式の二段窓である。
車内の座席はロングシートで、ドア間に窓6枚分の長さの座席を配置する。定員は座席28人・立席42人の計70人。

### 主要機器
台車は住友金属工業製KS-40J形を装備する。製造番号はH-2069。このKS-40J形（旧型式名：KS-40L形）はブリル77E形台車に類似する、台車枠側梁と平行に重ね板バネを渡す点が特徴の低床台車であり、製造当時のメーカーにおける標準型路面電車用台車であった。この台車は、熊本市電では1050形・1060形、長崎電気軌道では150形も装着する。軸箱支持方式は軸ばね式、軸距は1,626ミリメートル、車輪径は660ミリメートル。
主電動機は出力38キロワットのSS-50形を1両につき2基設置する。この電動機は製造当時の標準軌路面電車用標準電動機（直流直巻電動機）で、その主要諸元は電圧600ボルト・電流73アンペア・回転数820rpm。長崎電気軌道では200形から370形までの各車が同型の主電動機を使用する。新造時は東洋電機製造製のものを搭載していたが（熊本市電では同社製が標準装備品）、長崎電気軌道では三菱電機製のものを用いる。歯車比は59:14で、駆動は吊り掛け駆動方式による。
制御器も熊本時代と長崎時代でメーカーが異なり、熊本市電時代の制御器は東洋電機製造製のDB1-K4形直接制御器を設置していたが、長崎電気軌道では三菱電機製のKR-8形直接制御器を用いる。ただしどちらも同一仕様の制御器であり、制御方式は直並列組合せ制御、制御器のノッチは直列4ノッチ・並列4ノッチ・電制7ノッチとなっている。ブレーキシステムはSM3直通ブレーキを使用する。

## 車両の動向

### 熊本市電時代
熊本市電での車体塗装は他のボギー車と同様で、車体下部がパープルブルー、上部がクリーム色、屋根部分がライトグリーンであった。
熊本市電においては、本形式より先に導入された120形から160形までの4形式18両が全長12.8メートルの3扉車、本形式以後の180形から350形までの5形式30両が全長12.0メートルの前・中扉式の2扉車であることから、全長11メートルの前後扉式2扉車である本形式は2両のみの少数派であった。また熊本市電では珍しい折り戸を採用する点、両端出入り口のため混雑時にドア付近に乗客が集中する傾向がある点が乗務員に嫌われた。一方、工場関係者には側面にスカートがなく床も平面であるため検査・修理が容易で好評であったという。
熊本市電では1966年（昭和41年）2月よりワンマン運転が始まり、車両の改造が順次行われたが、本形式はその対象から外れ、172号は1966年6月4日付、171号は1968年（昭和53年）1月31日付でそれぞれ休車となった。休車後、電装品の一部が大阪市電から移籍した1000形に転用されている。廃車は2両とも1969年（昭和44年）8月22日付である。

### 長崎電気軌道譲渡後

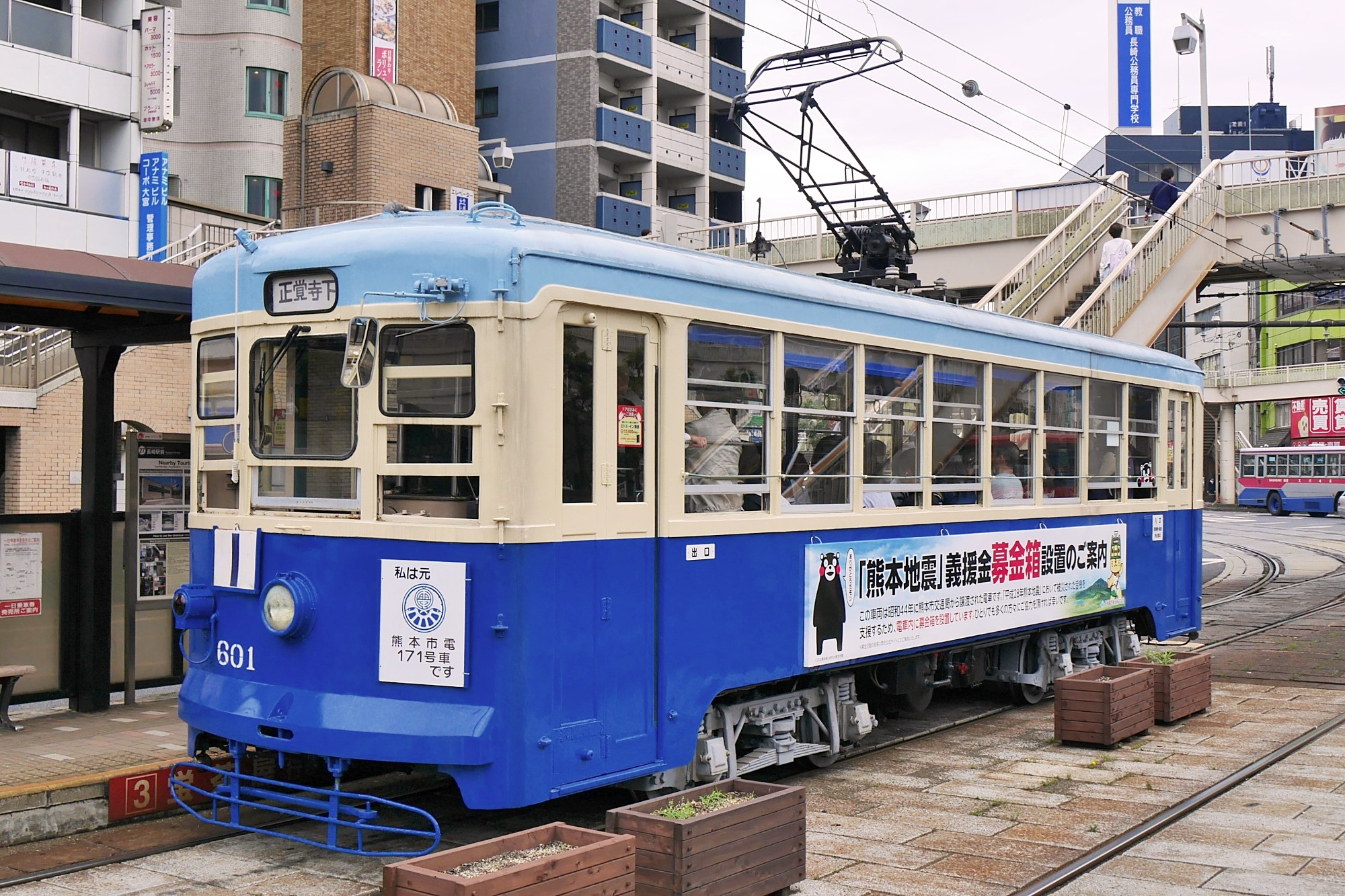
2016年に運転された「がんばれ!!熊本号」

熊本市電での廃車から半年後の1970年（昭和45年）2月6日付で、旧171号は601号、旧172号は602号としてそれぞれ長崎電気軌道で竣工した。チューブランプの室内灯や張り上げ屋根、側面の窓数、正面窓の構造などに違いはあるが、長崎電気軌道の自社発注車201・202形に車体寸法や形態が類似する。
木造車両の置き換えとワンマン運転の拡大を目的に導入したもので、同様の目的により本形式導入以後都電から移籍の700形・800形、仙台市電から移籍の1050形と中古車両導入が相次いだ。本形式については購入後九州車輌でワンマン改造が施工されており、就役当初からワンマンカーとして運用された。なお運行開始当初は主に3系統の運用に充てられた。
長崎での塗装は上部クリーム色、下部緑色のツートンカラーであったが、601号については1985年（昭和60年）9月に長崎電気軌道開業70周年記念として熊本市電時代の塗装に塗り替えられた。
602号は1300形の導入に伴い1987年（昭和62年）12月10日付で廃車された。601号はその後も残るが、1980年代に行われた冷房化改造の対象にはならず非冷房のままであり、夏季を除く朝ラッシュ時の運用などに用いられる予備車兼動態保存車となった。2016年（平成28年）には、平成28年熊本地震の被災者支援のため4月26日から5月末にかけて、車内に義援金募金箱を設置して「がんばれ!!熊本号」として通常のダイヤに組み込んで運行された。

## 車歴表
| 番号 | 熊本市電における番号 | 製造年月  | 長崎電軌への入籍日 | 備考                                   |
| ---- | -------------------- | --------- | ------------------ | -------------------------------------- |
| 601  | 171                  | 1953年3月 | 1970年2月6日       | 1985年に熊本市電ツーマン車の塗装に復元 |
| 602  | 172                  | 1953年3月 | 1970年2月6日       | 1987年12月10日付で除籍                 |